# باکینگهام (ویرجینیا)

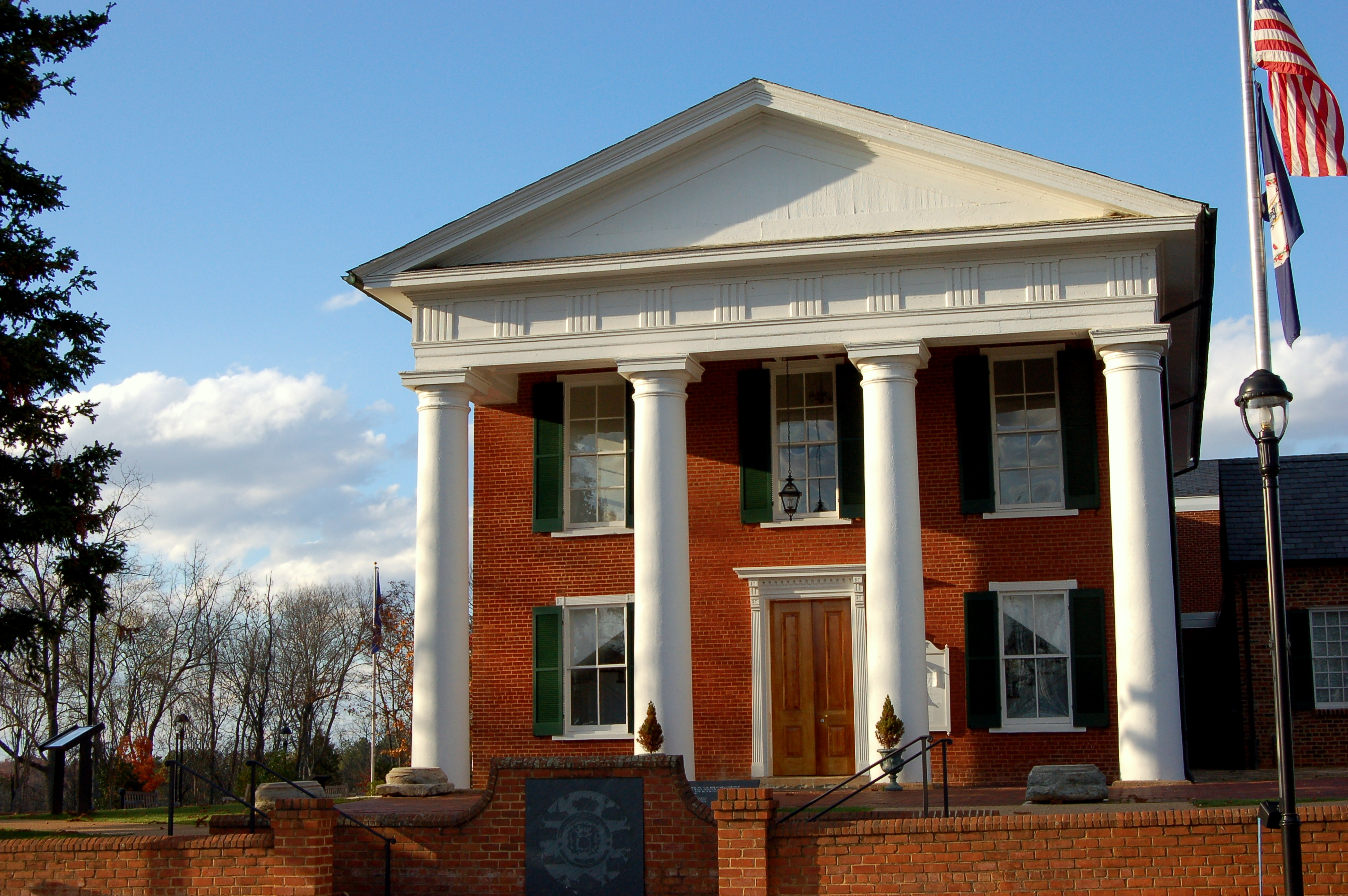
دادگاه شهرستان در باکینگهام

باکینگهام، ویرجینیا (انگلیسی: Buckingham, Virginia) باکینگهام یک مکان تعیین شده برای سرشماری است (CDP؛ به عنوان دادگاه باکینگهام) و در ایالت کانتی باکینگام، ویرجینیا، ایالات متحده آمریکا  جمعیت آن از سرشماری سال ۲۰۱۰ قریب به ۱۳۳بود.